# Ricardo Bonilla González
Ricardo Bonilla González (Bogotá, 12 de noviembre de 1949) es un economista y político colombiano.
Ha sido profesor de la Universidad Nacional de Colombia y director del Centro de Investigaciones para el Desarrollo de dicha universidad. Ha participado como asesor e investigador de diversas organizaciones nacionales e internacionales. Fue secretario de Hacienda de Bogotá durante la alcaldía de Gustavo Petro y, junto a Jorge Iván González y Luis Jorge Garay, responsable del programa económico que llevó a la presidencia a Petro en 2022. Es seguidor de la línea keynesiana en economía.
En octubre de 2022 fue designado por el presidente Petro para ser el director de la Banca Financiera de Desarrollo Territorial (Findeter). El 26 de abril de 2023 fue designado como Ministro de Hacienda, tomó posesión del cargo el día primero de mayo hasta su renuncia el 4 de diciembre de 2024.
En la actualidad, se encuentra investigado por presuntamente haber favorecido a congresistas de la Comisión de Crédito Público para que respaldaran los intereses del Gobierno en el Congreso, en medio de la la trama de corrupción de la Unidad Nacional para la Gestión de Riesgo de Desastres (UNGRD).

## Estudios
Realizó estudios de Economía en la Universidad Nacional de Colombia y se graduó de economista en la Universidad Jorge Tadeo Lozano en agosto de 1975. Entre los años 1988 a 1990 cursó una especialización de D.E.A Diploma de Estudios a Profundidad en «Economía Industrial y Cambio Mundial» en la Universidad de Rennes 1 en Francia y fue candidato a «Doctor en Ciencias Económicas» de la misma universidad.

## Trayectoria
En el área educativa, de 1982 a 2011, Bonilla se desempeñó como profesor en diferente universidades. Fue Profesor de la Facultad de Ciencias Económicas de la Universidad Nacional de Colombia con sede en Bogotá. Catedrático de las universidad Externado, Rosario, la ESAP, UPTC y Cooperativa.
Como investigador trabajó en el Centro de Investigaciones para el Desarrollo desde 1995 a 2011. Fue director del mismo centro de 1998 a 2001. Además participó en diferentes centros de investigación del país y ha sido consultor de la OIT, el BID, Fenalco, DANE y otras instituciones. Ha escrito diversos artículos o capítulos de libros de la Universidad Nacional y de entidades del Estado Colombiano entre otros.

### Secretario de Hacienda de Bogotá
En el año 2011 fue designado por el recién electo alcalde Gustavo Petro como secretario de Hacienda de Bogotá, cargo que desempeñó desde el primero de enero de 2012 hasta abril de 2015 cuando renunció debido a que cumplió 65 años de edad que es la edad límite permitida por la ley para algunos funcionarios públicos.
Tras finalizar su trabajo en la alcaldía, Bonilla fue llamado por el gobierno de Juan Manuel Santos para integrar una comisión de nueve expertos que lo asesorarían en la formulación de una reforma tributaria.

### Equipo económico de Petro
En 2018 acompañó a Gustavo Petro en la formulación de su propuesta económica para su candidatura presidencial. En 2022 continuó haciendo parte, junto con Jorge Iván González y Luis Jorge Garay, del equipo económico de la candidatura que llevó a la presidencia a Petro en el año 2022, e incluso llegó a ser mencionado por el presidente electo como posible ministro de Hacienda al iniciar el gobierno. En 2022 Bonilla fue nombrado por Petro como director de la Banca Financiera de Desarrollo Territorial (Findeter). En abril de 2023, Petro anunció varios cambios en su gabinete y nombró a Bonilla González como Ministro de Hacienda en reemplazo de José Antonio Ocampo.